# ورخنیایا کازارما
ورخنیایا کازارما (انگلیسی: Verkhnyaya Kazarma) یک شهرک در شهرستان زیلایرسکی استان باشقیرستان کشور روسیه است.